# Ljusets och hoppets kapell
Ljusets kapell och Hoppets kapell heter de två kapellen som ligger med förbindelse i direkt anslutning till varandra, på Örnäsgriftegården i stadsdelen Örnäset i Luleå. Kapellen tillhör Luleå domkyrkoförsamling i Luleå stift. På baksidan av kapellen, i direkt anslutning till dem, finns ett krematorium.

## Verksamhet
Kapellen används framförallt vid begravningsceremonier, men även vid musikstunder och andakter. Handikappvänliga sittplatser finns för 100, respektive 30 personer.